# Veltins

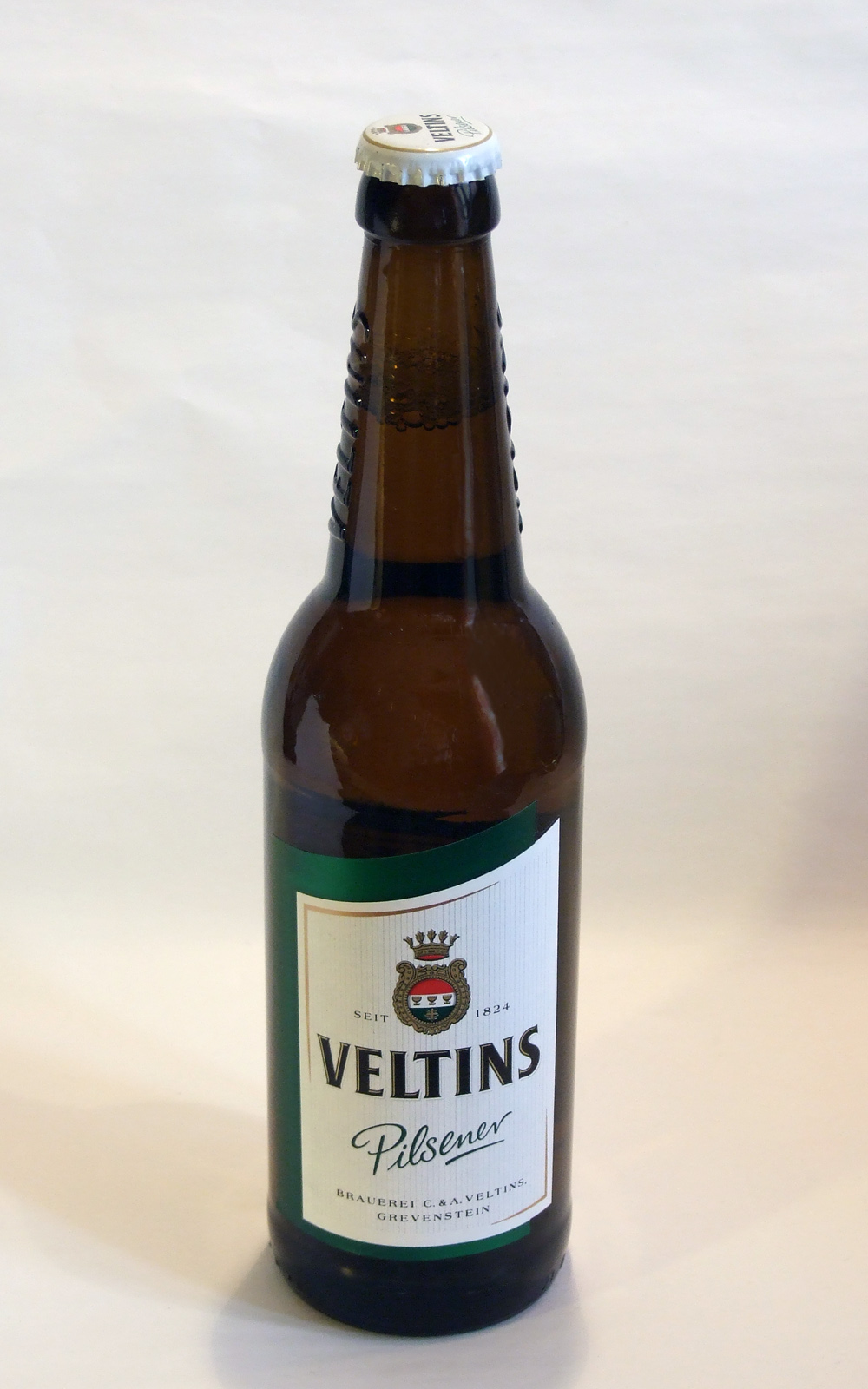
Veltins pilsner.

Brauerei C & A Veltins (en español Cervecería C & A Veltins) es una cervecera alemana situada en la ciudad de Meschede-Grevenstein, al oeste del país. Veltins es la séptima cervecera por ventas en Alemania. El producto estrella de la cervecera Veltins es la cerveza pilsener. 

## Historia
La pequeña cervecería de Franz Kramer abrió sus puertas en 1824. Clemens Veltins tomó las riendas de la compañía en 1852. En 1893, después de que sus hijos gemelos Carl y Anton se hicieran cargo de la compañía, la renombraron a su denominación actual «Brauerei C & A Veltins». La compañía está dirigida por Susanne Veltins desde 1994. 
Veltins es dueño de los derechos del nombre del estadio del equipo de fútbol de la Bundesliga FC Schalke 04 en Gelsenkirchen.